# 鸡骨柴
鸡骨柴（学名：Elsholtzia fruticosa），为唇形科香薷属下的一个植物变种。